# Cyclops vernalis
Cyclops vernalis är en kräftdjursart som beskrevs av Fischer 1853. Cyclops vernalis ingår i släktet Cyclops och familjen Cyclopidae.

## Underarter
Arten delas in i följande underarter:
- C. v. vernalis
- C. v. robustus